# 3044 Салтиков
3044 Салтиков (3044 Saltykov) — астероїд головного поясу, відкритий 2 вересня 1983 року.
Тіссеранів параметр щодо Юпітера — 3,246.